# Belfast East (circonscription du Parlement d'Irlande du Nord)
Pour les articles homonymes, voir Belfast East.
Belfast East était une circonscription de borough du Parlement d'Irlande du Nord de 1921 à 1929. Elle a élu quatre MPs, utilisant la représentation proportionnelle au moyen du vote unique transférable.

## Limites
Belfast East a été créé par le Government of Ireland Act 1920 et comprenait les quartiers Dock, Pottinger et Victoria du comté de Belfast). La loi de 1929 sur la Chambre des communes (méthode de vote et de redistribution des sièges) (Irlande du Nord) a divisé la circonscription en quatre circonscriptions élues au scrutin uninominal à un tour : Belfast Bloomfield, Belfast Dock, Belfast Pottinger et Belfast Victoria.

## Second Dáil
En mai 1921, le Dáil Éireann, le parlement de la République irlandaise autoproclamée dirigée par le Sinn Féin, a adopté une résolution déclarant que les élections à la Chambre des communes d'Irlande du Nord et à la Chambre des communes d'Irlande du Sud seraient utilisées comme élection pour le deuxième Dáil. Tous les élus figuraient sur la liste du deuxième Dáil, mais comme aucun MP du Sinn Féin n'a été élu pour Belfast East, il n'y était pas représenté.

## Politique
Belfast East était une région à prédominance unioniste avec quelques poches de travailliste, renvoyant quatre unionistes en 1921 et 2 unionistes, 1 unioniste indépendant et un MP du Parti travailliste d'Irlande du Nord en 1925.
Belfast East was a predominantly Unionist area with some pockets of labour strength, returning four Unionists in 1921 and 2 Unionists, 1 Independent Unionist and a Northern Ireland Labour Party MP in 1925.

## Membres du Parlement
| Élection   | MP (Parti) | MP (Parti)                           | MP (Parti)                                   | MP (Parti)                            | MP (Parti) | MP (Parti)                              | MP (Parti) | MP (Parti)                                   |
| ---------- | ---------- | ------------------------------------ | -------------------------------------------- | ------------------------------------- | ---------- | --------------------------------------- | ---------- | -------------------------------------------- |
| MPs (1921) |            | Dawson Bates (Ulster Unionist Party) |                                              | Herbert Dixon (Ulster Unionist Party) |            | Thompson Donald (Ulster Unionist Party) |            | James Augustine Duff (Ulster Unionist Party) |
| MPs (1925) |            | Dawson Bates (Ulster Unionist Party) | Jack Beattie (Northern Ireland Labour Party) | Herbert Dixon (Ulster Unionist Party) |            | James Woods Gyle (Independent Unionist) |            |                                              |

## Résultats des élections
| Parti                                                                  | Parti                | Candidat               | %    | Comptage | Comptage | Comptage | Comptage |
| Parti                                                                  | Parti                | Candidat               | %    | 1        | 2        | 3        | 4        |
| ---------------------------------------------------------------------- | -------------------- | ---------------------- | ---- | -------- | -------- | -------- | -------- |
|                                                                        | Ulster Unionist      | Sir Dawson Bates       | 27.9 | 10,026   |          |          |          |
|                                                                        | Ulster Unionist      | Herbert Dixon          | 24.6 | 8,849    |          |          |          |
|                                                                        | Ulster Unionist      | Thompson Donald        | 19.1 | 6,856    | 9,262    |          |          |
|                                                                        | Ulster Unionist      | James Augustine Duff   | 10.0 | 3,585    | 3,956    | 6,027    | 7,662    |
|                                                                        | Sinn Féin            | Archibald Savage       | 10.0 | 3,573    | 3,575    | 3,576    | 3,577    |
|                                                                        | Nationalist          | Thomas Joseph Campbell | 6.6  | 2,373    | 2,435    | 2,439    | 2,464    |
|                                                                        | Belfast Labour Party | Harry Midgley          | 1.8  | 645      | 648      | 652      | 658      |
| Électorat : 40,198 Valide : 35,907 Quota : 7,182 Participation : 89.3% |                      |                        |      |          |          |          |          |

| Parti                                                                  | Parti                | Candidat             | %    | Comptage | Comptage | Comptage |
| Parti                                                                  | Parti                | Candidat             | %    | 1        | 2        | 3        |
| ---------------------------------------------------------------------- | -------------------- | -------------------- | ---- | -------- | -------- | -------- |
|                                                                        | NI Labour            | Jack Beattie         | 28.6 | 9,330    |          |          |
|                                                                        | Ulster Unionist      | Herbert Dixon        | 26.1 | 8,508    |          |          |
|                                                                        | Independent Unionist | James Woods Gyle     | 18.4 | 5,997    | 8,394    |          |
|                                                                        | Ulster Unionist      | Sir Dawson Bates     | 17.6 | 5,744    | 5,816    | 6,581    |
|                                                                        | Ulster Unionist      | Thompson Donald      | 5.8  | 1,900    | 2,119    | 2,898    |
|                                                                        | Ulster Unionist      | James Augustine Duff | 3.5  | 1,142    | 1,259    | 1,698    |
| Électorat : 44,400 Valide : 32,621 Quota : 6,525 Participation : 73.5% |                      |                      |      |          |          |          |

## Sources
- Northern Ireland Parliamentary Election Results 1921-1972, compiled and edited by Sydney Elliott (Political Reference Publications 1973)